# Silvano Toncelli
Silvano Toncelli (Genova, 23 ottobre 1926) è un ex calciatore italiano, di ruolo ala.

## Carriera
In carriera disputò cinque stagioni in Serie B, con Taranto e Catania (162 presenze e 23 reti fra i cadetti), e due in Serie A, con Genoa e Pro Patria (in prestito), in cui mise insieme un totale di 4 presenze nella massima serie (esordio il 13 settembre 1953 in occasione della sconfitta esterna contro la Roma).

## Statistiche

### Presenze e reti nei club
| Stagione        | Squadra         | Campionato      | Campionato | Campionato | Totale   | Totale |
| Stagione        | Squadra         | Campionato      | Presenze   | Reti       | Presenze | Reti   |
| --------------- | --------------- | --------------- | ---------- | ---------- | -------- | ------ |
| 1945-1946       | Italia Libera   | C               | ?          | ?          | ?        | ?      |
| 1946-1947       | Fiumicino       | C               | ?          | ?          | ?        | ?      |
| 1947-1948       | Arsenaltaranto  | B               | 22         | 4          | 22       | 4      |
| 1948-1949       | Arsenaltaranto  | B               | 22         | 3          | 22       | 3      |
| 1949-1950       | Arsenaltaranto  | B               | 42         | 7          | 42       | 7      |
| Totale Taranto  | Totale Taranto  | Totale Taranto  | 86         | 14         | 86       | 14     |
| 1950-1951       | Catania         | B               | 37         | 5          | 37       | 5      |
| 1951-1952       | Catania         | B               | 32         | 6          | 32       | 6      |
| 1952-1953       | Catania         | B               | 29         | 2          | 29       | 2      |
| Totale Catania  | Totale Catania  | Totale Catania  | 98         | 13         | 98       | 13     |
| 1953-1954       | Genoa           | A               | 1          | 0          | 1        | 0      |
| 1954-1955       | Pro Patria      | A               | 3          | 0          | 3        | 0      |
| 1955-1956       | Ravenna         | IV              | 15         | 1          | 15       | 1      |
| Totale carriera | Totale carriera | Totale carriera | 203        | 28         | 203      | 28     |